# Maker's Mark
Maker's Mark est un whisky bourbon small batch produit par la distillerie du même nom à Loretto, dans le Kentucky.

## Historique
Lorsque la famille T.W. Samuels vendit la distillerie familiale dans les années 1950, certains membres du clan désirant maintenir la tradition familiale rachetèrent une modeste distillerie désaffectée à Loretto, dans le Kentucky, bâtie par George R. Burks au XIXe siècle. Bill Samuels Senior et sa femme Margie décidèrent d'imaginer une nouvelle recette pour un whisky plus doux et équilibré mais, ne pouvant se permettre de vieillir le distillat pendant plusieurs années, ils cuisirent alors des miches de pain au levain contenant les proportions exactes de grains pour chaque recette proposée et choisirent la meilleure pour servir de base à leur recette. Le pain choisi, curieusement, ne contenait aucun seigle (qui figure traditionnellement dans le moût à la base de la plupart des bourbons, en plus du maïs qui constitue l'ingrédient principal), mais de l'orge et du blé rouge d'hiver. Maker's Mark est la seule distillerie qui utilise ce blé rouge d'hiver dans sa recette (= mashbill).
La première bouteille de Maker's Mark fut vendue en 1958 et était scellée de la cire rouge qui caractérise ce bourbon.
Maker's Mark a été vendu par Pernod Ricard à Fortune Brands en 2005, faisant de Fortune Brands le leader du marché du bourbon aux États-Unis et dans le monde (le groupe détient par ailleurs la marque Jim Beam).

## Caractéristiques
Contrairement à la plupart des whiskies, le Maker's Mark n'est pas vieilli pendant une durée donnée, et il est embouteillé lorsque les maîtres distillateurs le jugent prêt, mais après au moins deux ans (la durée de vieillissement nécessaire pour l'appellation « straight bourbon »). Par ailleurs, les fûts sont déplacés des étages supérieurs vers les étages inférieurs après avoir passé trois étés en haut du chai de maturation, une pratique traditionnelle dans la fabrication du bourbon, mais désormais abandonnée par nombre de distillateurs, car jugée trop coûteuse.
Le bourbon Maker's Mark est vendu dans des bouteilles à la forme particulière, épousant une forme vaguement cubique dans leur partie inférieure et au goulot élongé et trempé à la main dans de la cire rouge dans leur partie supérieure. Le bourbon vendu aux États-Unis a un degré d'alcool de 45 % alc., mais il existe une variété à 50 % alc., 75 % alc., scellée de cire dorée et vendue uniquement sur certains marchés à l'exportation. Maker's Mark commercialise également à l'occasion du Derby du Kentucky un Maker's Mark Mint julep, un prémix à 33 % alc. (dont la bouteille est scellée de cire verte) reproduisant un cocktail traditionnel du Sud américain à base de bourbon et de menthe.